# Marjolein Kooijman
Marjolein Kooijman ('s-Hertogenbosch, 3 mei 1980) is een Nederlands bassiste. Ze is sinds 2004 lid van The Gathering. Ze heeft meegewerkt aan drie albums van die groep, Home, The West Pole en Disclosure. In 2009 nam ze als lid van de band Le Dimanche het album Colour of Shade op, dat vrijgegeven werd onder een Creative Commons-licentie. Ze maakt tevens deel uit van de Eindhovense groep The Sugarettes.
Sinds 2011 was ze langdurig concert-programmeur van cultuurpodium Groene Engel in Oss. In maart van 2023 werd ze artistiek coördinator van De Basis in Nijmegen, een culturele broedplaats voor muzikanten in het voormalige pand van popodium Doornroosje.